# Earias fulvidana
Earias fulvidana är en fjärilsart som beskrevs av Hans Daniel Johan Wallengren 1863. Earias fulvidana ingår i släktet Earias och familjen trågspinnare. Inga underarter finns listade i Catalogue of Life.